# Mazinger
Mazinger (яп. マジンガー мадзинга:, «Мазингер») — продолжительная серия манги и аниме, созданная в 1972 году японским автором Го Нагаи. Первый в Японии масштабный сериал жанра «меха-сэнтай».

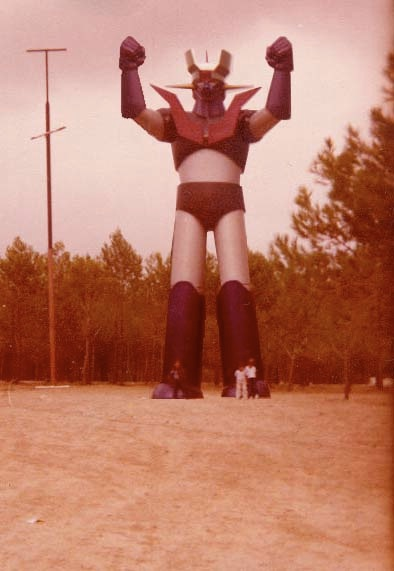
Статуя Мазингеру Зет в Эль-Пла-де-Санта-Мария (Испания)

Согласно сюжету первой части, Mazinger Z, изобретатель Доктор Хелл мечтает захватить мир с помощью гигантских боевых роботов («механических чудовищ»), которых ведут в битву его слуги, в частности, полумужчина-полуженщина Барон Асюра. Им противостоит Кодзи Кабуто, управляющий роботом «Мазингер Зет». Кодзи помогают его возлюбленная Саяка, управляющая роботом «Афродита А», и толстяк по прозвищу Босс в роботе «Босс Борот».
Принципиальное отличие «Мазингера» от предшественников (например, Gigantor) заключалось в том, что главный герой находился внутри управляемого робота и, как следствие, мог в бою серьёзно пострадать или даже погибнуть. Го Нагаи также придумал добавить роботу огромное количество разнообразного вооружения, которое активируется с помощью голосовых команд. Позднее это было использовано в таких сериалах, как «Евангелион» и «Гандам». Mazinger Z снискал себе огромную славу и вызвал к жизни множество продолжений и подражаний.

## Манга и аниме в серииMazinger
- Mazinger Z (1972)
- Great Mazinger (1974)
- Grendizer (1975)
- God Mazinger (1984)
- Mazinger U.S.A. Version (1988)
- MazinSaga (1990)

- Z Mazinger (1998)
- Mazinkaiser (2001)
- Mazinger Angels (2004)
- Mazinger Angels Z (2007)

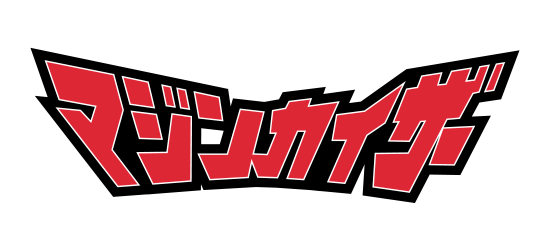
Японский логотип аниме Mazinkaiser (2004).

- Shin Mazinger Shougeki! Z Hen (2009)
- Mazinger Otome (2009)
- Mazinkaizer SKL (2010)
- Mazinger Z: Infinity (2017)